# Olympische Sommerspiele 1984/Teilnehmer (Zentralafrikanische Republik)
| Gelbes Symbol für Goldmedaillen mit stilisierten Olympischen Ringen | Graues Symbol für Silbermedaillen mit stilisierten Olympischen Ringen | Braundes Symbol für Bronzemedaillen mit stilisierten Olympischen Ringen |
| ------------------------------------------------------------------- | --------------------------------------------------------------------- | ----------------------------------------------------------------------- |
| —                                                                   | —                                                                     | —                                                                       |

Die Zentralafrikanische Republik nahm an den Olympischen Sommerspielen 1984 in Los Angeles, USA, mit einer Delegation von drei Sportlern (allesamt Männer) teil.

## Teilnehmer nach Sportarten

### Boxen
- Dieudonné Kossi
Leichtgewicht: 17. Platz

- Antoine Longoudé
Weltergewicht: 32. Platz

### Leichtathletik
- Adolphe Ambowodé
Marathon: 70. Platz